# Giglturm
Giglturm är en bergstopp i Österrike.   Den ligger i distriktet Bregenz och förbundslandet Vorarlberg, i den västra delen av landet, 500 km väster om huvudstaden Wien. Toppen på Giglturm är 2 112 meter över havet.
Terrängen runt Giglturm är bergig västerut, men österut är den kuperad. Närmaste större samhälle är Mittelberg, 11,2 km nordost om Giglturm. 
Trakten runt Giglturm består i huvudsak av gräsmarker. Runt Giglturm är det ganska tätbefolkat, med 72 invånare per kvadratkilometer.